# Défiguration

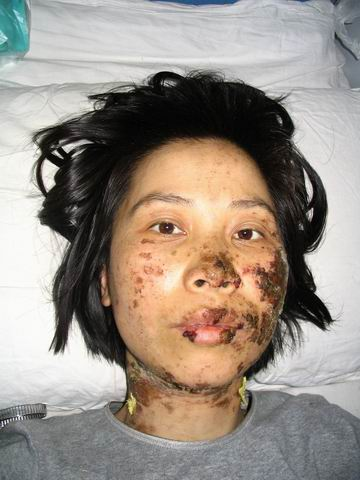
Visage de Gao Rongrong, pratiquante du Falun Gong, défigurée après avoir été torturée par la police chinoise en 2004. Elle est morte en détention en 2005.

La défiguration est l'état durant lequel une des zones au moins des plus visibles d'un individu est fortement altérée, par les effets d'une maladie, d'un handicap, ou par une ou plusieurs plaies.
La défiguration, plutôt causée par une atteinte bénigne, conduit souvent à des problèmes psychosociaux tels qu'une image du corps négative, une dépression, des difficultés sociales, sexuelles et professionnelles, préjudice et intolérance. C'est en partie dû au fait que l'individu ne se considère physiquement plus le même et qu'il peut à tout moment se démoraliser plus ou moins durablement. Un facteur additionnel affectant les victimes d'une défiguration est la réaction des autres personnes à leur égard. Des études ont démontré que la majorité des personnes tendent à être moins honnêtes, moins respectueuses et tentent même d'éviter tout contact avec les personnes défigurées. Les défigurations affectant généralement les zones visibles du corps comme le visage, les bras et les mains, les victimes de ces défigurations n'en sont que plus complexées.
La chirurgie plastique ou la chirurgie reconstructrice est accessible selon les individus défigurés.

## Causes
Les affections à l'origine de défiguration incluent :
- Très forte acné
- Acromégalie
- Amputation
- Argyrisme
- Brûlures
- Cancer
- Cataracte
- Cicatrices
- Fente labiale
- Eczéma
- Éléphantiasis
- Érysipèle
- Gangrène
- Gigantomastie
- Gynécomastie
- Lèpre
- Marques de naissance
- Nécrose
- Neurofibromatose
- Noma
- Paralysies
- Scalpation
- strabisme sévère
- Syphilis
- Variole
- Verrues
- Vitiligo